# 保加利亞—鄂圖曼公約

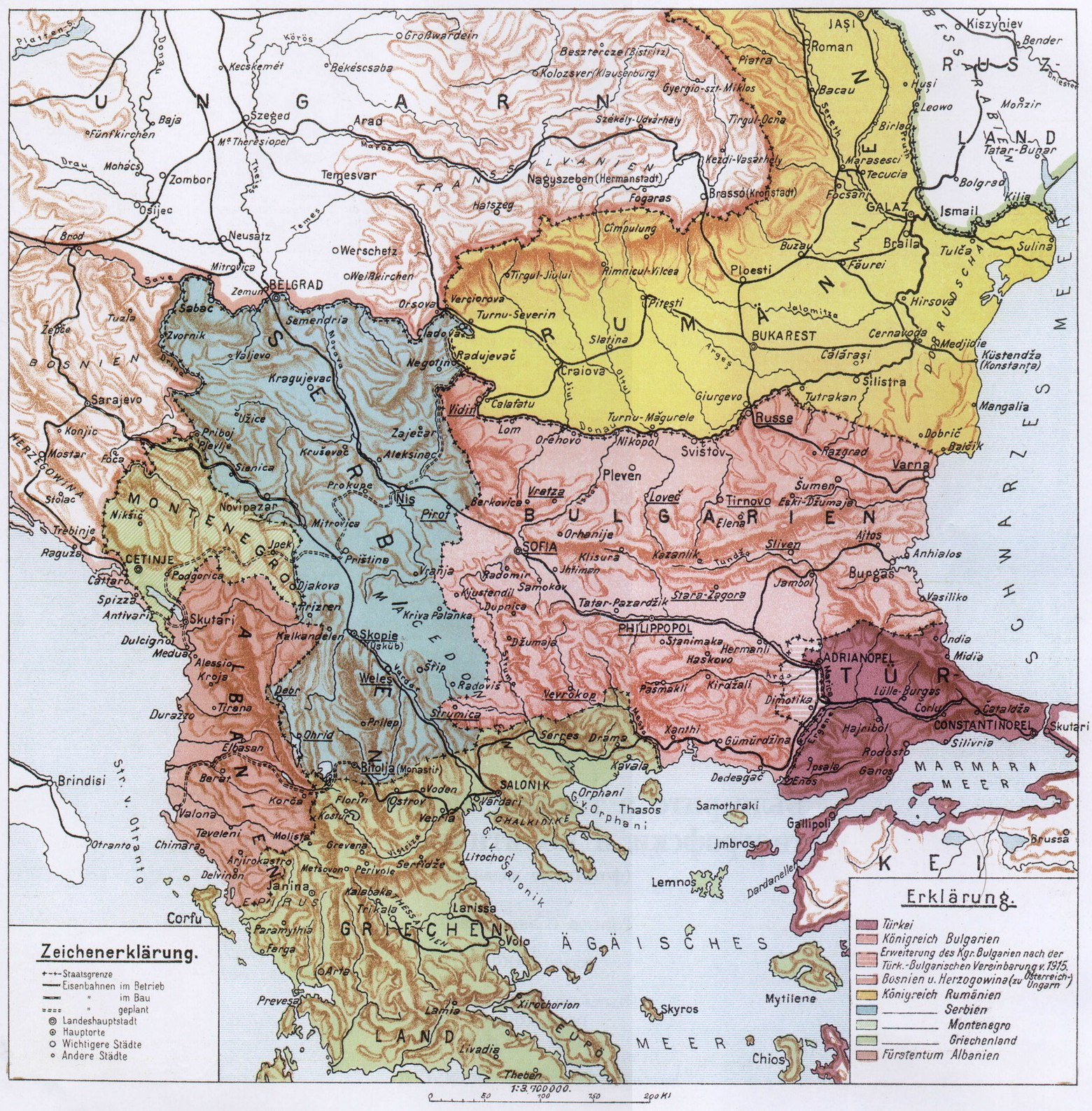
索菲亞公約領土變化圖（水平陰影線）

保加利亞－鄂圖曼公約（又稱索菲亞公約）是保加利亞和鄂圖曼帝國（土耳其）在1915年9月6日（儒略历8月24日）所簽署的公約。它修改了兩國在季季莫蒂霍的邊界，以及讓保加利亞加入同盟國這一邊，同時宣告保加利亞加入第一次世界大戰。

## 細節
保加利亞和鄂圖曼土耳其之間的防禦聯盟已於1914年8月19日結束，但直到1915年5月，雙方才開始對於保加利亞是否要加入戰爭而進行談判。很快的。保加利亞想要修改邊界的迫切，使得德國和奧匈立刻向鄂圖曼土耳其施壓，以示他們對此的重視。奧匈帝國相信，土耳其與保加利亞的聯盟將使希臘和羅馬尼亞保持中立。然而德國駐土耳其大使漢斯·馮·旺根海姆不相信這個擬議的聯盟，並認為羅馬尼亞的中立只能通過奧匈帝國對其領土的讓步來確保。奧匈帝國大使約翰·馮·帕拉維奇尼後來說服了鄂圖曼土耳其接受邊境的調整，但保加利亞最初拒絕並繼續維持中立——而這唯一的條件便是要鄂圖曼土耳其讓出領土。

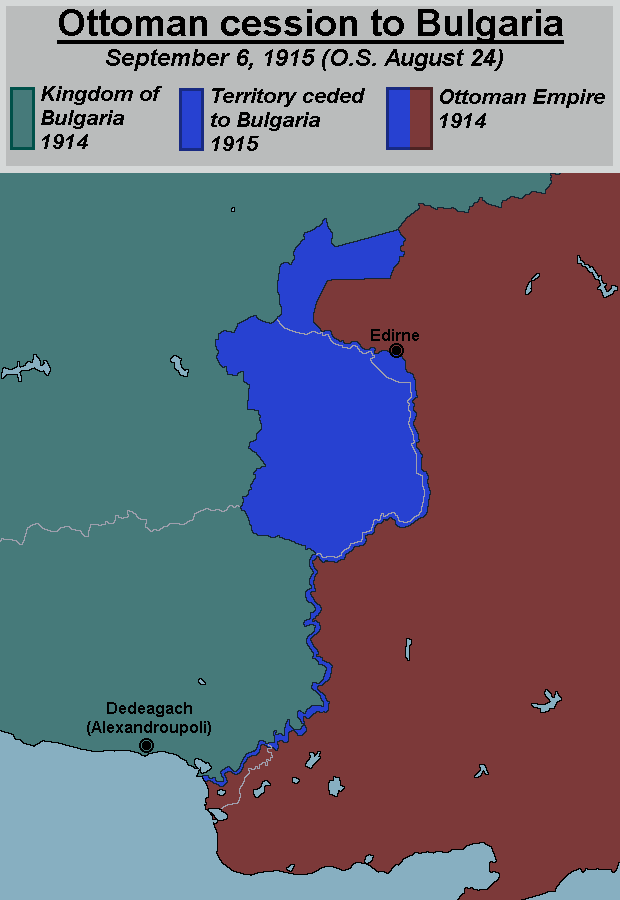
相同的變化圖(放大版)

1915年8月6日，英國對加里波利發動進攻，暴露了鄂圖曼土耳其嚴重缺乏彈藥的風險。8月17日，土耳其戰爭部長恩維爾帕夏寫信給德國參謀長埃埃里希·馮·法金漢，並詢問奧、德對於塞爾維亞的進攻將要開始與否。當鄂圖曼土耳其被告知這取決於保加利亞是否要干預戰爭，並且後者又取決於鄂圖曼土耳其與保加利亞的條約時，鄂圖曼土耳其逐在8月22日，迅速地與保加利亞達成協議。他割讓了馬里查河及其左岸1.5公里左右的領土。這讓保加利亞得以控制通往愛琴海港口城市Dedeagach的鐵路，它還使愛第尼（阿德里安堡）變得更容易遭到保加利亞的攻擊，但該協議的簽署，事關於保加利亞、奧匈帝國和德國之間，正在簽署的其他軍事公約。
除了保加利亞-鄂圖曼公約外，保加利亞還在9月6日在索非亞簽署了與德國的同盟條約和德國、奧匈帝國和保加利亞之間的軍事公約。同時，保加利亞同意允許德國和奧匈帝國的補給品通過其領土運往鄂圖曼土耳其帝國，並派遣大軍入侵塞爾維亞。到了11月，土耳其的關鍵供應問題已得到解決，而該問題曾險些導致8月的時候，有人曾試圖摧毀該政權。

## 延伸阅读
- 第一次世界大戰
- 同盟國
- 保加利亞王國
- 鄂圖曼土耳其帝國

## 外部連結
- A. R. H. . The Geographical Journal. 1920, 55 (2): 127–38  [2021-06-04]. JSTOR 1781586. doi:10.2307/1781586. （原始内容存档于2021-06-04）.
- Hall, Richard C. . The Historian. 2011, 73 (2): 300–15. S2CID 142538427. doi:10.1111/j.1540-6563.2011.00293.x.
- Silberstein, Gerard E. . American Historical Review. 1967, 73 (1): 51–69. JSTOR 1849028. doi:10.2307/1849028.